# Baldellia ranunculoides
Baldellia ranunculoides là một loài thực vật có hoa trong họ Alismataceae. Loài này được (L.) Parl. mô tả khoa học đầu tiên năm 1854.